# Arpa (revue de poésie)
Pour les articles homonymes, voir ARPA.
Arpa qui tire son nom de l'Association de Recherche Poétique en Auvergne est une revue de référence sur la poésie contemporaine française et étrangère fondée en 1976 à Clermont-Ferrand.

## Historique
Depuis sa naissance, la revue a accueilli des textes de plus de 600 auteurs, français ou étrangers, des poètes confirmés, comme Philippe Jaccottet, Guillevic, Roger Munier, Jean-Claude Renard, Gabrielle Althen ou Jean-Yves Masson, Gilles Baudry, André Pieyre de Mandiargues, Jean Follain, Jean Grosjean, Pierre Oster, Jude Stéfan, Claude Roy, Anne Perrier, François Cheng, Jean-Pierre Lemaire, mais aussi de jeunes écrivains  tels que Béatrice Douvre, Alexandru Miran, Nicolas Dieterlé,  etc. par exemple,.
La revue a fait paraître en 2011 son centième numéro avec des contributions de William Cliff, Guy Goffette, Markus Hediger, Claudine Helft, Vénus Khoury-Ghata, Jacques Réda, Jude Stéfan, Jean-Pierre Vallotton et d'autres poètes. 
La revue est devenue avec le temps une revue de référence sur la poésie contemporaine française et étrangère,,.

### Rédaction et direction

#### Conseil de rédaction
Les poètes fondateurs sont Pierre Delisle, Roger Siméon, Michel Sauret, Albert Fleury, Christian Moncelet, Pierre-Abel Hauvette, Jean-Michel Croisille, Jean-Pierre Farines, Jean-Pierre Siméon et Gérard Bocholier. Ils ont été rejoints au fil des années par Annie Cattin, Marianne Siméon, Christiane Keller, Colette Minois, Franck Castagné, Chantal Dupuy-Dunier, Pierre Maubé, François Graveline.

#### Direction
Présidée à l'origine par Pierre Delisle, elle est dirigée jusqu'en 1984 par Roger Siméon, puis par Gérard Bocholier et Jean-Pierre Siméon. Depuis 1991, Gérard Bocholier en assume seul la direction. 